# Albert Wangerin (Mathematiker)
Friedrich Heinrich Albert Wangerin (* 18. November 1844 in Greifenberg in Pommern; † 25. Oktober 1933 in Halle) war ein deutscher Mathematiker.

## Leben

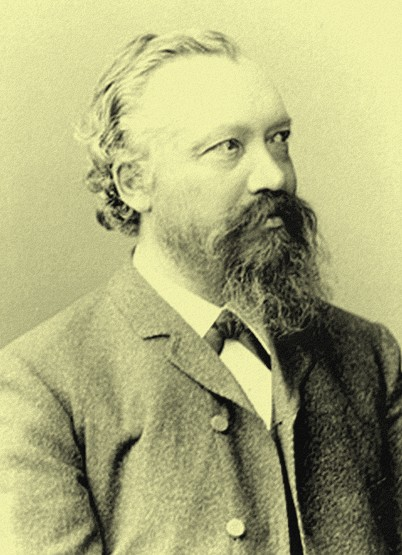
Albert Wangerin, undatiertes Porträtfoto

Wangerin war der Sohn des Klempnermeisters Heinrich Wangerin und dessen Ehefrau Emilie Bathke. In den Jahren 1853 bis 1862 besuchte Wangerin das Realgymnasium seiner Vaterstadt. Ostern 1862 hielt er als bester Schüler die Dankesrede der Abiturienten in griechischer Sprache.
Gleich im Anschluss daran, begann er Mathematik und Physik an der Universität Halle zu studieren. In der Hauptsache waren die Professoren Eduard Heine und August Rosenberger seine Lehrer. 1864 wechselte Wangerin für zwei Jahre an die Albertus-Universität Königsberg. Dort studierte er hauptsächlich bei den Professoren Franz Ernst Neumann und Friedrich Julius Richelot. Am 16. März 1866 promovierte Wangerin bei Neumann mit der Dissertation De annulis Newtonianis. Gleichzeitig bestand er auch das Staatsexamen als Pädagoge.
Daraufhin wurde er am 1. April 1866 als Lehrer auf Probe an der Gewerbeschule Friedrichswerder in Berlin angestellt. Diese Probezeit bestand er am 31. März 1867 und wurde mit Wirkung vom 1. April desselben Jahres als Hilfslehrer an der Stralauer höheren Bürgerschule (später Andreasrealgymnasium), ebenfalls in Berlin, angestellt. Dieses Amt hatte er bis 30. September 1868 inne. Vom 1. Oktober 1868 bis 31. März 1869 war er als ordentlicher Lehrer an der Realschule 1. Klasse in Posen tätig. Während dieser Zeit war Wangerin auch als Herausgeber des Jahrbuch über die Fortschritte der Mathematik tätig. Im April ging er wieder nach Berlin und war bis 31. März 1876 als Pädagoge an der Sophien-Realschule in Berlin tätig.
Am 14. April 1871 heiratete er in Berlin Johanna Dorn. Mit ihr hatte er zwei Töchter und vier Söhne.
Mit Wirkung vom 2. März 1876 wurde Wangerin zum außerordentlichen Professor für Mathematik an die Friedrich-Wilhelms-Universität Berlin berufen. Hier machte sich Wangerin verdient, indem er regelmäßig Vorlesungen für Studienanfänger hielt. Sechs Jahre später, am 29. März 1882 avancierte Wangerin zum ordentlichen Professor für Mathematik an der Universität Halle und wurde dort der Nachfolger seines Lehrers Eduard Heine.
Am 15. Juni 1883 wurde Wangerin in die Kaiserliche Leopoldinische Carolinische Akademie der Naturforscher (Leopoldina) aufgenommen. Als August Rosenberger 1891 starb, betraute man Wangerin als Nachfolger mit der Leitung der Universitätssternwarte in Halle.
Dass Wangerin auch politisch aktiv war, sieht man an seiner Wahl zum Gemeinderat von Giebichenstein am 18. Mai 1892. Am 2. November desselben Jahres wurde er zum Mitglied des Oberbergamtes zu Halle berufen. Als solcher hatte er zukünftige Bergreferendare zu prüfen.
Am 18. Januar 1896 wurde Wangerin der Rote Adlerorden 4. Klasse verliehen. 1904 schloss sich Wangerin als korrespondierendes Mitglied der Akademie gemeinnütziger Wissenschaften zu Erfurt an. Als solcher wurde er am 28. März 1906 zum Präsidenten der Leopoldina gewählt. Am 24. Mai 1907 ehrte ihn die Universität Uppsala mit einer Ehrendoktorwürde. Zwischen Wintersemester 1910 und 1911 wirkte er als 215. Rektor der Universität Halle. Am 24. August 1911 wurde Wangerin mit dem Kronenorden 3. Klasse geehrt.
Mit Wirkung vom 30. September 1919 wurde Wangerin emeritiert und aus gesundheitlichen Gründen trat er am 8. September 1921 als Präsident der Leopoldina zurück. Sein Nachfolger wurde August Gutzmer. Am 19. Februar 1922 ernannte ihn die Gesellschaft zu ihrem Ehrenmitglied und verlieh ihm die Cothenius-Medaille.
Als Mathematiker befasste er sich mit Potentialtheorie, Kugelfunktionen und Differentialgeometrie. In der Reihe Ostwalds Klassiker gab er mehrere historische mathematische und physikalische Werke heraus.
Seine letzte Ruhestätte fand er dort auf dem Nordfriedhof. 1989 wurde seine Grabstätte aufgelöst und neu vergeben.

## Schriften
- Theorie der Kugelfunktionen und der verwandten Funktionen, insbesondere der Lamé’schen und Bessel’schen (Theorie spezieller, durch lineare Differentialgleichungen definierter Funktionen). In: Encyklopädie der mathematischen Wissenschaften mit Einschluss ihrer Anwendungen. Band 2: Analysis. Teil 1, Hälfte 2. Teubner, Leipzig 1905, S. 695–817, (Digitalisat).
- Optik. Ältere Theorie. In: Encyklopädie der mathematischen Wissenschaften mit Einschluss ihrer Anwendungen. Band 5: Physik. Teil 3. Teubner, Leipzig 1907, S. 1–94, (Digitalisat).
- Theorie des Potentials und der Kugelfunktionen (= Sammlung Schubert. 58–59). 2 Bände. Göschen u. a., Leipzig u. a. 1909–1921, (Digitalisat).
- Reduction der Potentialgleichung für gewisse Rotationskörper auf eine gewöhnliche Differentialgleichung (= Preisschriften, gekrönt und herausgegeben von der Fürstlich-Jablonowskischen Gesellschaft zu Leipzig. 18). Leipzig, Hirzel 1875, (Digitalisat).